# Place d'Islande (Tallinn)
La place d'Islande (estonien : Islandi väljak), est une place du quartier Sibulaküla au centre de Tallinn.

## Présentation
La place d'Islande est une place paysagée située au centre de Tallinn, bordant le boulevard Rävala puiestee et la bande de circulation et de stationnement, au côté sud-est de celle-ci, entre la place et le bâtiment du ministère des Affaires étrangères.
Le nom de la place est dédié à l'Islande, qui fut le premier pays à reconnaître la république d'Estonie quand elle eut recouvré son indépendance.

## Histoire
La place, qui n'avait initialement pas de nom, a été créée à l'emplacement du bâtiment du Centre culturel de Tallinn de Harald Aarman, achevé en 1949 et détruit lors du bombardement de mars 1944, à l'intersection des rues Võidu allee et Estonia esplanaadi.
En 1950, une statue de Lénine conçue par le sculpteur Nikolaï Tomski a été inaugurée sur la place, avec un piédestal en granit conçu par Alar Kotli. Le monument a été enlevé en 1991.
Le 22 août 2006, le Premier ministre islandais, Geir Haarde, a inauguré une plaque commémorative fixée le mur du bâtiment du ministère des Affaires étrangères, dédiée à la reconnaissance par l'Islande de la restauration de l'indépendance de l'Estonie,.
Le 11 mai 2022, près de 22 ans après que le nom de Place d'Islande ait été choisi, Reykjavik, la capitale de l'Islande, a annoncé son intention de donner à trois rues le nom des trois pays baltes dont l'Estonie.

## Journée de l'Islande 2011
La Journée de l'Islande était un événement organisé le 21 août 2011 à Tallinn, célébrant le 20ème anniversaire de la re-reconnaissance de l'Estonie par l'Islande. Le président islandais Ólafur Ragnar Grímsson et le ministre des Affaires étrangères Össur Skarphéðinsson se sont également rendus en Estonie lors de l'événement.

## Galerie

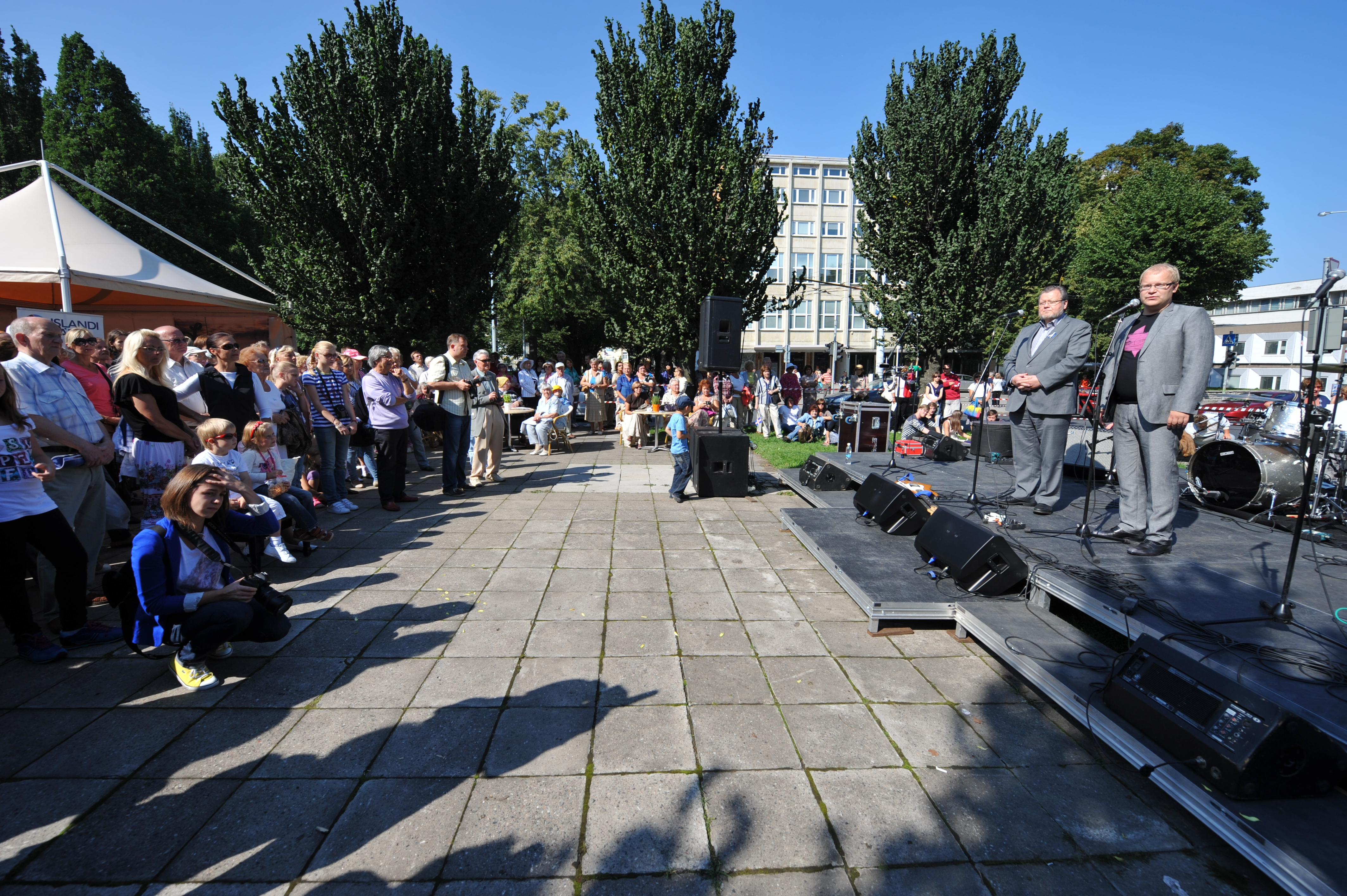
Urmas Paet et Össur Skarphéðinsson inaugurent le marché sur la place d'Islande en 2011.
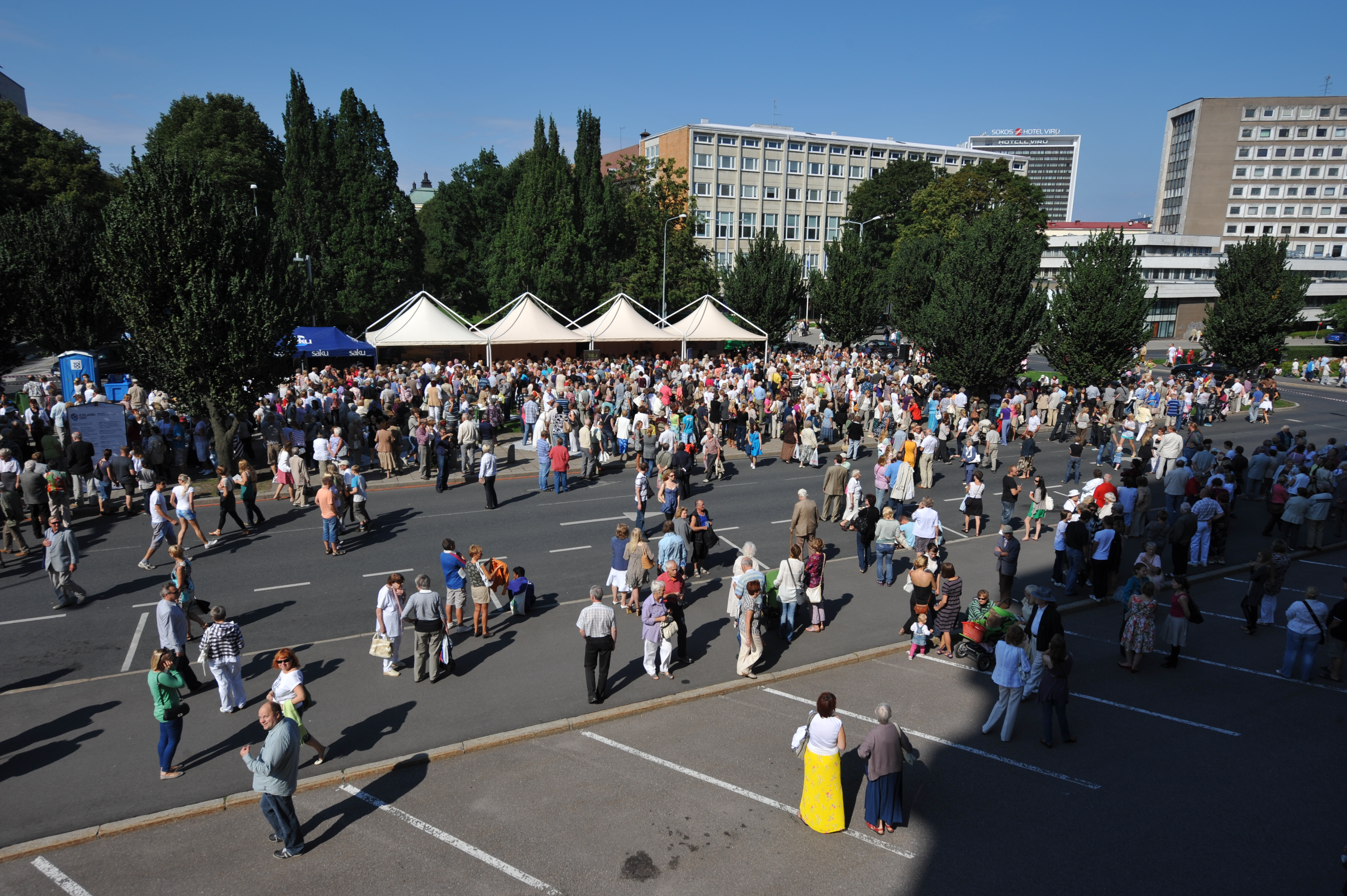
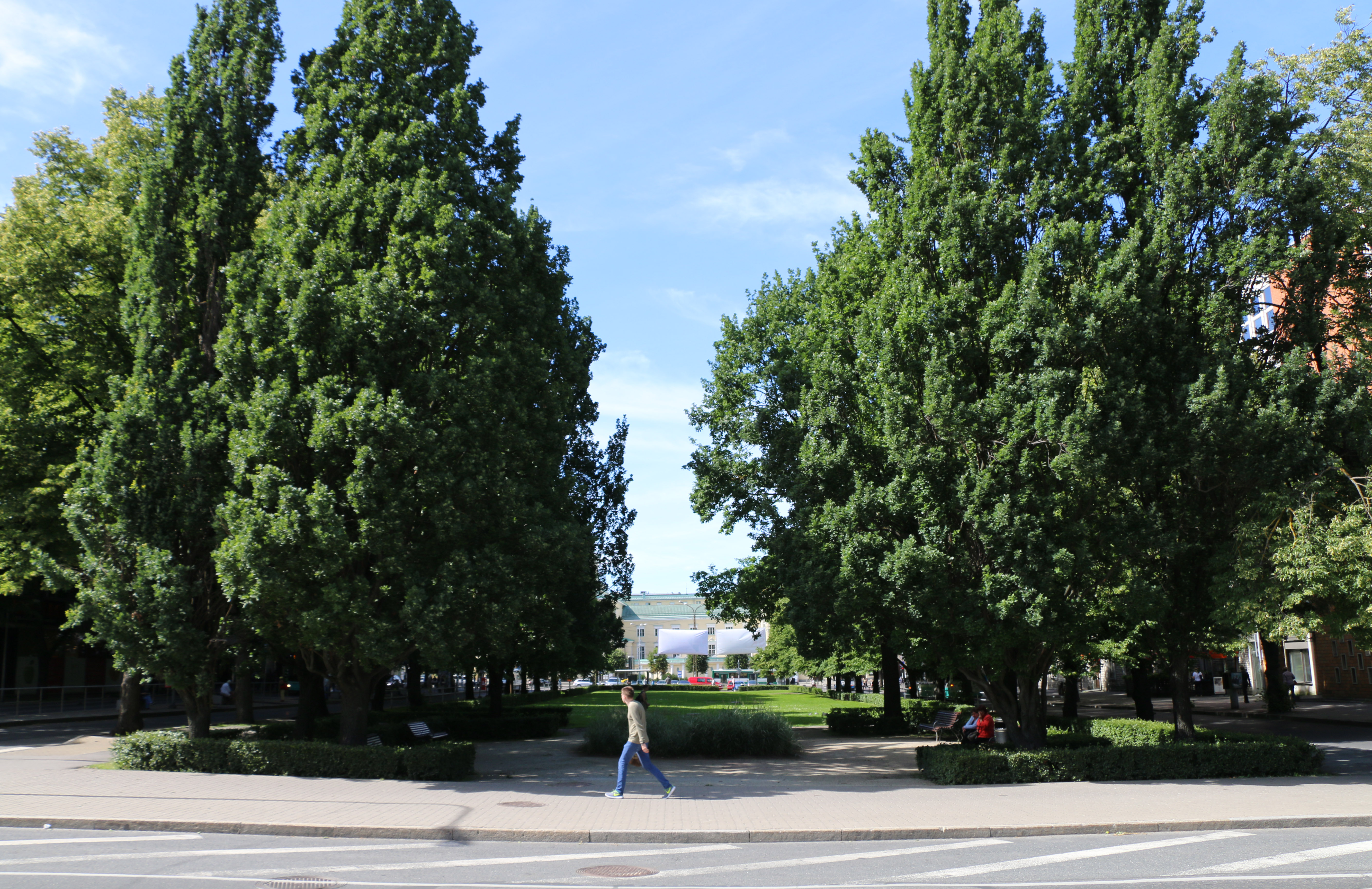
La place du Théâtre vue de la place d'Islande.